# (32588) 2001 QD124
2001 QD124 (asteroide 32588) é um asteroide da cintura principal. Possui uma excentricidade de 0.13534450 e uma inclinação de 2.61997º.
Este asteroide foi descoberto no dia 19 de agosto de 2001 por LINEAR em Socorro.